# Phersu

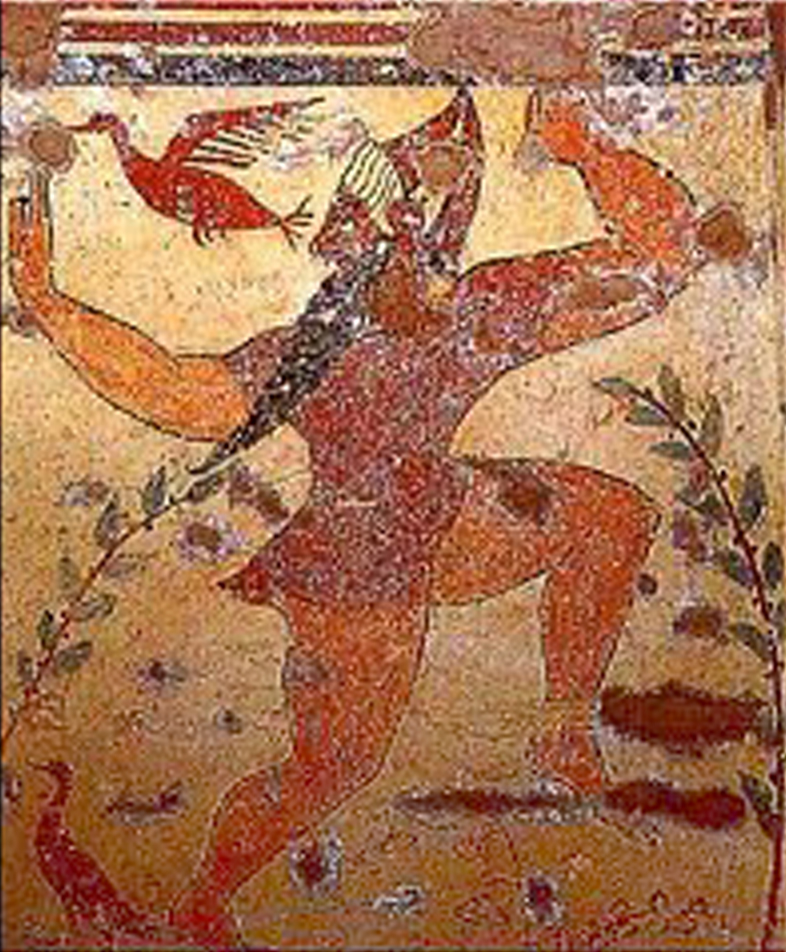
Il Phersu, Tomba degli Auguri, Necropoli dei Monterozzi, Tarquinia

Nelle pitture etrusche di alcune tombe di Tarquinia, e forse anche di Chiusi, tra varie scene sportive e giochi funebri, è raffigurato uno strano personaggio mascherato denominato phersu. Phersu in 
etrusco voleva dire maschera (il nome si evince dalla chiara iscrizione apposta in due casi accanto al personaggio), da cui deriva l'italiano "persona", attraverso il latino persōna "maschera", nel senso di «apparato atto a far risuonare la voce». La paretimologia del latino persōna da per "attraverso" e sonare "suonare" è smentita dalla quantità breve della O del verbo latino sonare.

## Iconografia
Nelle tombe tarquiniesi la figura in argomento si ritrova quattro volte. Nella Tomba degli Àuguri (seconda metà del VI secolo a.C.) il phersu è riprodotto in due diverse scene. Sulla parete destra è rappresentato un gruppo costituito da un individuo con maschera rossa barbata, corto giubbetto maculato, stretta fascia rossa ai lombi ed alto berretto a punta, che tiene al laccio un cane (molosso caucasico o un animale antico di taglia ancora più grande) che assale un condannato a morte. Quest'ultimo, con evidenti tracce di ferite sul corpo, ha la vista impedita da un sacco che gli avviluppa la testa e tenta di difendersi dagli attacchi del feroce animale con una clava che impugna con la mano destra. Sulla parete sinistra della tomba il personaggio mascherato, seppur con abbigliamento diverso, appare impegnato in una corsa con il capo rivolto all'indietro.

La cruenta scena di combattimento sopra descritta si riconosce, nonostante il cattivo stato di conservazione della pittura, anche su una delle pareti della Tomba delle Olimpiadi (ultimo venticinquennio del VI secolo a.C.): in particolare sono visibili le teste del phersu e del prigioniero incappucciato che tiene in mano un'arma.

Sulla parete sinistra della Tomba del Pulcinella (anni finali del VI secolo a.C.) e della Tomba del Gallo (inizi del IV secolo a.C.) il solito personaggio con maschera barbata è invece rappresentato in scene di danza.

Il personaggio in argomento sarebbe inoltre raffigurato anche in alcune tombe di Chiusi: nella Tomba della Scimmia (prima metà del V secolo a.C.), dove un piccolo phersu accompagna, suonando il flauto, la danza di un guerriero e forse anche nella Tomba del Montollo, oggi distrutta, le cui raffigurazioni ci sono giunte solo grazie alle riproduzioni ed alle descrizioni fornite dal Gori.

Su un'anfora del Pittore dei satiri danzanti, oggi a Karlsruhe, infine, è rappresentato un phersu che danza con scudo e clava nodosa.

## Ipotesi interpretative
Sul phersu sono state avanzate varie ipotesi interpretative allo stato prive di riscontro oggettivo. Alcuni, come Giovanni Semerano, vi hanno visto una divinità, un demone infernale in qualche modo collegato con la morte; altri, come Massimo Pallottino, più semplicemente, un attore, una maschera. In effetti la circostanza che il phersu, oltre che nella gara mortale sopra descritta, sia rappresentato anche in contesti del tutto incruenti e segnatamente in scene di corsa e di danza farebbe propendere per una caratterizzazione generica del personaggio. 

I glottologi comunque ritengono che dalla parola etrusca phersu, nel senso di "maschera", derivi la parola latina "persona" nel suo significato originario di maschera teatrale. Vi sono invece forti dubbi che la parola etrusca sia, a sua volta, un adattamento del greco "prósopon" (volto, maschera).

## Rapporto con gli spettacoli gladiatori
Nella crudele scena di combattimento orchestrata dal phersu si è ritenuto di vedere (in questo senso, Raymond Bloch) un'anticipazione dei giochi gladiatori romani che deriverebbero appunto dai giochi funebri dell'Etruria nel corso dei quali venivano offerti al defunto selvaggi combattimenti tra avversari che cercavano disperatamente di salvare le loro vite. Questa tesi sembrerebbe trovare conferma nello storico greco Nicola di Damasco (in Ateneo, Deipnosofisti, IV, 153 fr.) secondo il quale i Romani mutuarono i giochi gladiatori dagli Etruschi.